# DISCiPLE

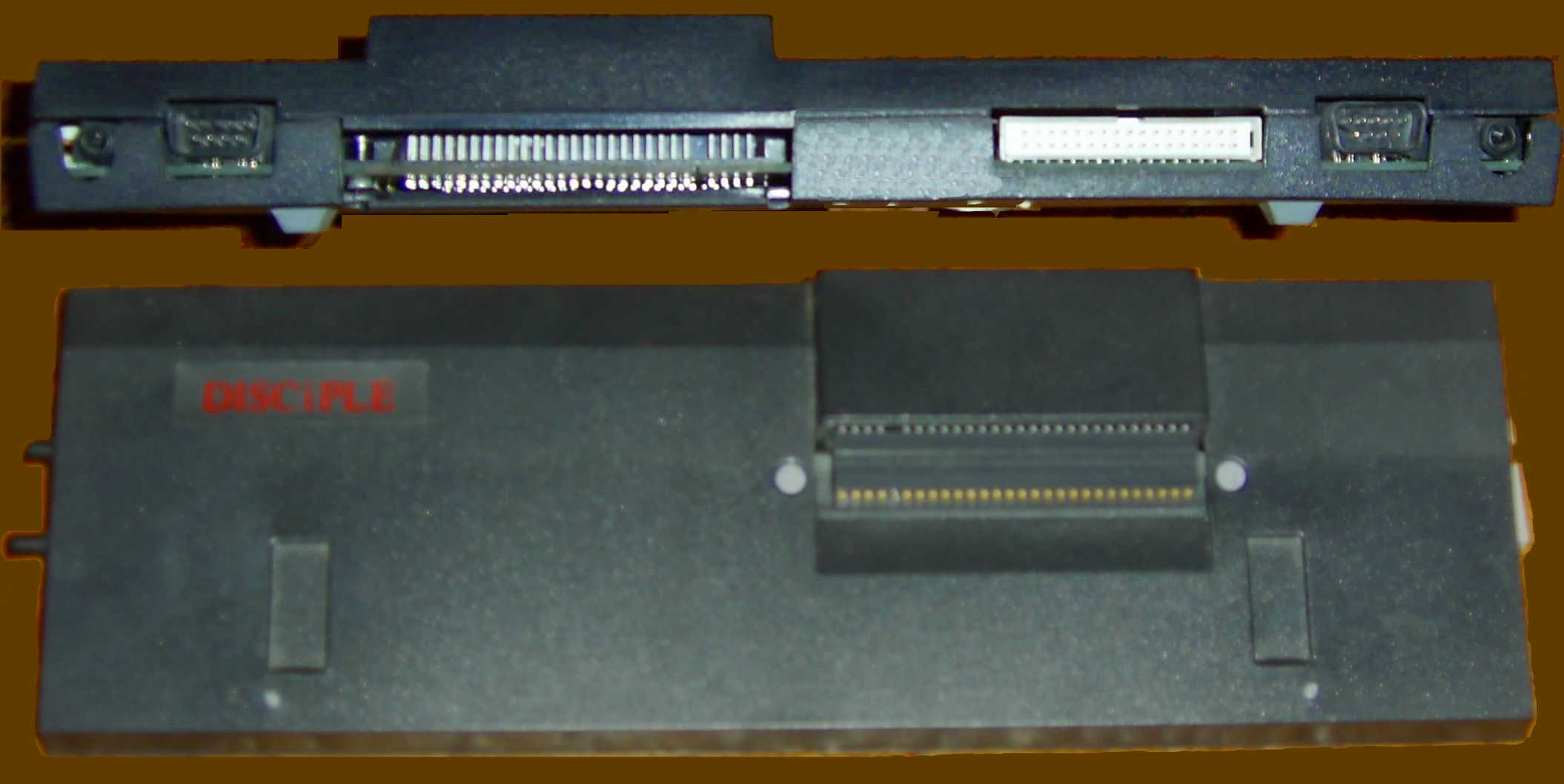
L'interfaccia DISCiPLE, di MGT (vista superiore e posteriore)

DISCiPLE è un'interfaccia per floppy disk prodotta da Miles Gordon Technology (MGT) per l'home computer Sinclair ZX Spectrum. Fu presentata nel 1986 e commercializzata da Rockfort Products .

## Caratteristiche tecniche
Come la ZX Interface 1 di Sinclair, la DISCiPLE era una periferica dal profilo a cuneo che si collegava tramite la porta di espansione dello Spectrum, rimanendo per buona parte sotto al computer. Era stata progettata per offrire molte funzionalità che potevano risultare utili all'utente: oltre al connettore per l'unità dischi, la DISCiPLE offriva una porta parallela per stampanti, un paio di porte joystick, due porte compatibili con la rete ZX Net, ed un paio di pulsanti. Il primo disabilitava l'interfaccia nel caso essa fosse andata in conflitto con qualche altro componente hardware, mentre il secondo era un "pulsante magico": inviava un interrupt non mascherabile al sistema, congelando il suo stato e riversando su disco l'intero contenuto della memoria, un'opzione molto utile per salvare su disco i programmi che erano stati acquistati su cassetta.
Sulla parte posteriore dell'interfaccia era presente una replica della porta di espansione dello Spectrum per poter collegare altre interfacce acquistate dall'utente: la complessità della DISCiPLE, però, non permetteva di collegarne molte insieme, a meno di non disattivarne alcune mediante l'apposito pulsante.
La DISCiPLE ebbe un notevole successo ma la sua sofisticazione la rendeva un prodotto costoso; l'involucro plastico, inoltre, stando sotto allo stesso computer, tendeva a far surriscaldare il prodotto. Questi fattori portarono MGT a sviluppare una nuova interfaccia, la +D.
La popolarità del DISCiPLE portò alla formazione di un gruppo di utenti e di una rivista, INDUG, che più tardi divenne Format Publications.

## Il sistema operativo
Il sistema operativo della DISCiPLE era denominato GDOS. Esso gestiva qualunque tipo di unità a dischi: singola o doppia faccia, singola o doppia densità, da 40 o 80 tracce, da 3,5" o 5,25". Anche tutte le stampanti compatibili Centronics potevano essere usate con la DISCiPLE. Questo perché la prima volta che si caricava il GDOS (da cassetta) appariva una schermata di configurazione in cui l'utente doveva specificare tutte le periferiche del proprio sistema. Una volta configurato il tutto, si salvava un'immagine del GDOS così configurato su un disco per i successivi usi. La sintassi per gestire i dischi era, per compatibilità con i software esistenti, identica a quella per operare sui Microdrive di Sinclair. Il GDOS, però, introduceva anche una sintassi semplificata, dove i dischi (si potevano collegare 2 unità per interfaccia) erano semplicemente indicati con D1 o D2. Per confronto, ecco la sintassi per caricare un programma da un Microdrive: 
LOAD *"m";1;"nome_prog"
Se si considera la complessità del metodo usato per inserire la punteggiatura sullo ZX Spectrum, scrivere il comando diveniva frustrante. Questo era invece il codice per effettuare la stessa operazione con la DISCiPLE:
LOAD D1"nome_prog"
Gestire una stampante era altrettanto semplice, essendo disponibili comandi quali LPrint e Llist.
Il supporto di rete permetteva di poter collegare fino a 68 computer, impostando la rete tramite la schermata di configurazione suddetta.
I sistemi operativi che MGT sviluppò in seguito, il G+DOS per la +D e il SAMDOS per il SAM Coupé, erano tutti retrocompatibili con il GDOS. Negli anni seguenti S.D. Software sviluppò un nuovo sistema operativo chiamato UNI-DOS, compatibile sia con la DISCiPLE che con la +D. Nell'ottobre del 1993 Ruby Biesma pubblicò il libro The Complete DISCiPLE Disassembly che documentava il GDOS versione 3d.